# 3591 Vladimirskij
3591 Vladimirskij је астероид главног астероидног појаса. Приближан пречник астероида је 19,75 ,
а средња удаљеност астероида од Сунца износи 3,163 астрономских јединица (АЈ).
Инклинација (нагиб) орбите у односу на раван еклиптике је 1,146 степени, а орбитални период износи 2055,425 дана (5,627 година). Ексцентрицитет орбите астероида износи 0,143.
Апсолутна магнитуда астероида износи 11,50 а геометријски албедо 0,113.
Астероид је откривен 31. августа 1978. године.